# Lubaina Himid
Lubaina Himid (ur. 1954) – brytyjska artystka, kurator i profesor Contemporary art w Uniwersytet Centralnego Lancashire. Jej sztuka koncentruje się na tematyce historii kultury i odzyskiwaniu tożsamości. Himid była jedną z pierwszych artystów zaangażowanych w ruch Black Art w Wielkiej Brytanii w latach 80. i nadal tworzy sztukę aktywistyczną, która jest pokazywana w galeriach w Wielkiej Brytanii, a także na całym świecie. [potrzebne źródło inne niż pierwotne] Himid została mianowana MBE w czerwcu 2010 r. za „zasługi dla sztuki czarnych kobiet” [1], zdobyła nagrodę Turnera w 2017 r. i otrzymała nagrodę CBE w konkursie Queen's Birthday Honors w 2018 r. za zasługi dla sztuki.   

## Wczesne życie i edukacja
Himid urodziła się w sułtanacie Zanzibaru (wówczas brytyjski protektorat, obecnie część Tanzanii) w 1954 r. i przeniosła się do Wielkiej Brytanii wraz z matką, projektantką tekstyliów, po śmierci ojca, gdy miała zaledwie cztery miesiące. Uczęszczała do Wimbledon College of Art, gdzie studiowała projektowanie teatralne, uzyskując tytuł licencjata. w 1976 roku. Otrzymała tytuł magistra historii kultury na Royal College of Art w Londynie w 1984 roku.

## Praca kuratorska
Himid zorganizowała kilka wystaw prac czarnoskórych artystek, w tym Black Woman Time Now w Battersea Arts Centre w Londynie (1983) i Five Black Women, wystawę w 1983 roku w Africa Centre w Londynie. Inne wystawy to: Into the Open (1984), The Thin Black Line (1985), Unrecorded Truths (1986), Out There Fighting (1987), New Robes for MaShulan (1987) i State of the Art (1987). Into the Open, prezentowana w Mappin Art Gallery w Sheffield, była powszechnie uważana za pierwszą dużą wystawę nowej generacji czarnych brytyjskich artystów. Naming the Money (2004) przedstawia żywiołowy tłum 100 zniewolonych ludzi w rolach, które grali na dworach książęcych Europy: od trenerów psów, twórców zabawek i twórców map po mistrzów tańca, muzyków i malarzy. Kupowano je jako „własność” bogatych Europejczyków w czasach, gdy Afrykanie byli traktowani jako jednostki waluty, a czarni służący byli symbolami statusu. Stykając się z ofiarami handlu ludźmi w XVIII wieku, zwiedzający poznaje ich pierwotną tożsamość, a także te, które zostały im narzucone. 

## Krytyczny odbiór
Przeglądając zaktualizowaną wersję pracy Himidy z 2004 roku „Naming the Money” dla The Daily Telegraph w lutym 2017 roku, Louisa Buck zauważyła:

Twórczość Himidy od dawna dotyczy czarnej kreatywności, historii i tożsamości, a ten ożywiony tłum reprezentuje Afrykanów, którzy zostali sprowadzeni do Europy jako niewolnicy. Są bębniarze, treserzy psów, tancerze, garncarze, szewcy, ogrodnicy i gracze na viola da gamba, wszystkie ubrane w żywe wersje XVII-wiecznych kostiumów. Etykiety na plecach identyfikują każdą osobę, podając zarówno jej oryginalne afrykańskie imiona i zawody, jak i te narzucone przez ich nowych europejskich właścicieli, a te przejmujące teksty również stanowią część sugestywnej ścieżki dźwiękowej, przeplatane fragmentami muzyki kubańskiej, irlandzkiej, żydowskiej i afrykańskiej.

## Członkostwo w zarządzie
Himid zajmowała stanowiska w wielu zarządach i panelach. Jest członkiem zarządu powierniczego Lowry Arts Centre Manchester. Ponadto jest członkiem zarządu Arts Council England Visual Arts, Creative Partnerships East Lancs i Arts Council England North West. Wcześniej byli członkami zarządu, w tym Matt's Gallery w Londynie (2002–2005) i Tate Liverpool Council (2000, 2005). Od 1985 do 1987 Himid był członkiem Panelu Sztuk Wizualnych Greater London Arts Association.

## Nagrody
Himid została mianowana MBE w czerwcu 2010 z okazji urodzin za „zasługi dla sztuki czarnych kobiet”.
W 2017 Himid została pierwszą czarnoskórą kobietą, która wygrała nagrodę Turnera. Była najstarszą osobą nominowaną do nagrody, ponieważ zmieniły się zasady, zezwalając na nominacje artystów w wieku powyżej 50 lat. 
Byli jednak starsi kandydaci w latach 80., zanim limit wieku został wprowadzony w 1994 roku.
Magazyn Apollo nazwał Himida Artystą Roku 2017.
Himid otrzymała Order Imperium Brytyjskiego [CBE]
w 2018 r. „Za zasługi dla sztuki”.
- We Will Be (wood, paint, drawing pins, wool, collage, 1983)
- Bone in the China: success to the Africa Trade (installation, c. 1985)
- Revenge: a masque in five tableaux (multipart installation, 1991–92)
- Zanzibar (series of paintings, 1999)
- Plan B (series of paintings, 1999–2000)
- Swallow Hard: the Lancaster Dinner Service (painted ceramics, 2007)
- Negative Positives (series of graphic works, 2007– )
- Kangas (associated works on paper etc, various dates)[13]
- Le Rodeur (series of paintings, 2016)[14]

## Wybitne dzieła
Prace Himidy znajdują się w zbiorach publicznych, w tym w Tate, Victoria & Albert Museum, Whitworth Art Gallery, Arts Council England, Manchester Art Gallery, International Slavery Museum, Liverpool, Walker Art Gallery, Birmingham City Art Gallery, Bolton Art Gallery, New Hall, Cambridge i Harris Museum and Art Gallery, Preston.